# Семич (община)
Община Семич (словен. Občina Semič) — одна з общин Словенії. Адміністративним центром є місто Семич.
Майже 70% общини вкриті лісами, решта земель це карстові виступи, луги і поля.

## Населення
У 2011 році в общині проживало 3849 осіб, 1943 чоловіків і 1906 жінок. Чисельність економічно активного населення (за місцем проживання), 1552 осіб. Середня щомісячна чиста заробітна плата одного працівника (EUR), 846,37 (в середньому по Словенії 987.39). Приблизно кожен другий житель у громаді має автомобіль (51 автомобілів на 100 жителів). Середній вік жителів склав 41,5 роки (в середньому по Словенії 41.8). 